# Gironda (Cachoeiro de Itapemirim)
Gironda é um distrito do município de Cachoeiro de Itapemirim, no Espírito Santo.

## História
O distrito foi criado em 2007 a partir de terras desmembradas do distrito de Vargem Grande do Soturno.

## Geografia

### Localização
O distrito está situado na região leste do município.

### População
Pelo Censo 2010 (IBGE) a população total do distrito era de 2 610 habitantes, sendo 1 004 mulheres e 1 546 homens.

### Área territorial
A área territorial do distrito é de 30,23 km².